# Academie voor Sociale en Culturele Arbeid
De Academie voor Sociale en Culturele Arbeid (ASCA) was een Nederlandse opleiding voor hoger beroepsonderwijs in de maatschappelijke sector in Groningen.
Het initiatief voor de oprichting van een sociale academie in Groningen ging in 1941 uit van de besturend zuster van het Diaconessenhuis, zuster Tavenier. Haar stond een gecombineerde opleiding voor maatschappelijk werkers en wijkverpleegkundigen voor ogen. In samenspraak met de Amsterdamse sociale academie, het Centraal Instituut voor Christelijke Sociale Arbeid (CICSA), werd in 1943 besloten in Groningen een dagopleiding te starten als filiaal van de Amsterdamse academie. Marie Kamphuis, adjunct-directeur van de CICSA, werd gedetacheerd naar Groningen als directeur van de nieuwe opleiding. In 1948 werd de academie zelfstandig met Marie Kamphuis als eerste directeur. Zij zou die functie bekleden tot 1970 toen zij werd opgevolgd door Jan Hornstra. Kamphuis had in de Verenigde Staten kennisgemaakt met nieuwe theoretische inzichten over het sociaal werk en de aanpak van probleemgezinnen. Onder leiding van Kamphuis werden deze nieuwe methodieken voor het maatschappelijk werk in Nederland geïntroduceerd. Niet alleen aan de Groningse sociale academie maar ook aan de andere academies in Nederland werd lesgegeven in het social casework, waarover Kamphuis diverse boeken had gepubliceerd.
In 1954 werd de ASCA gehuisvest in een door de architect Jo Vegter ontworpen gebouw aan de Oosterhamriklaan. In 1986 werd ASCA opgenomen in de Rijkshogeschool Groningen en vervolgens in de Hanzehogeschool. Anno 2009 zijn de sociale opleidingen ondergebracht in Academie voor Sociale Studies van de Hanzehogeschool.